# باغ‌وحش ملاکا
باغ‌وحش ملاکا (انگلیسی: Malacca Zoo)، با نام رسمی باغ‌وحش ملاکا و سافاری نایت، یک پارک جانورشناسی به مساحت ۵۴ جریب فرنگی (۲۲ هکتار) است که در جوار لبوه آیر کروه (جاده ۱۴۳ فدرال) در شهرک آیر کروه، ایالت ملاکا، مالزی واقع شده است که میزبان بیش از ۱۲۰۰ حیوان از قبیل ۲۱۵ گونه از پرندگان، دوزیستان، خزندگان و پستانداران می‌باشد. این باغ‌وحش بعد از باغ‌وحش ملی مالزی، که هردو باغ‌وحش در سال ۱۹۶۳ بنا نهاده شدند، دومین باغ‌وحش بزرگ مالزی می‌باشد.